# Microtus pennsylvanicus
Campagnol des prés, Campagnol des champs
Pour les articles homonymes, voir Campagnol des champs et Campagnol.
Pour le Campagnol des champs d'Europe, voir Microtus arvalis.
Espèce
Statut de conservation UICN

 LC  : Préoccupation mineure
Le Campagnol des prés (Microtus pennsylvanicus) est un petit rongeur de la famille des Cricétidés. Il partage les noms de Campagnol des champs ou mulot avec d'autres espèces. C'est une espèce très abondante en Amérique du Nord qui ravage les cultures.
On ne doit pas le confondre avec Microtus arvalis, appelé aussi « campagnol des champs » en Europe.
Il est vecteur potentiel de maladies à incidence humaine ou animale telles que l'échinococcose, la leptospirose ou le virus de Hanta. Il est recommandé de porter des gants pour toucher tout animal vivant ou mort.

## Aire de répartition et habitats
Il vit au Canada et aux États-Unis. On le trouve dans une grande variété d'habitats, des prés arides aux marécages.

## Limitation des populations
Les tourteaux de ricin peuvent être utilisés en traitement répulsif à répandre à l'automne.
Il existe également des pièges.